# Yigdal
El Yigdal és un himne jueu contenint en forma mètrica els 13 articles de la religió hebrea. Es canta, generalment, en acabar els serveis del matí i de la tarda.
Hi ha la creença que el compongué un jueu anomenat Daniel ben Judah Dayyan, que invertí vuit anys a millorar-lo i completar-lo, acabant-lo el 1404. Comença amb els mots Yigdal Elohim Chai, i s'adapta el text a melodies tradicionals, que varien segons el país, i la qual antiguitat és molt gran en la majoria dels casos.
L'ygdal es canta antifonariament pel bazzan i la congregació, en forma alterna.